# James Wheeler Davidson

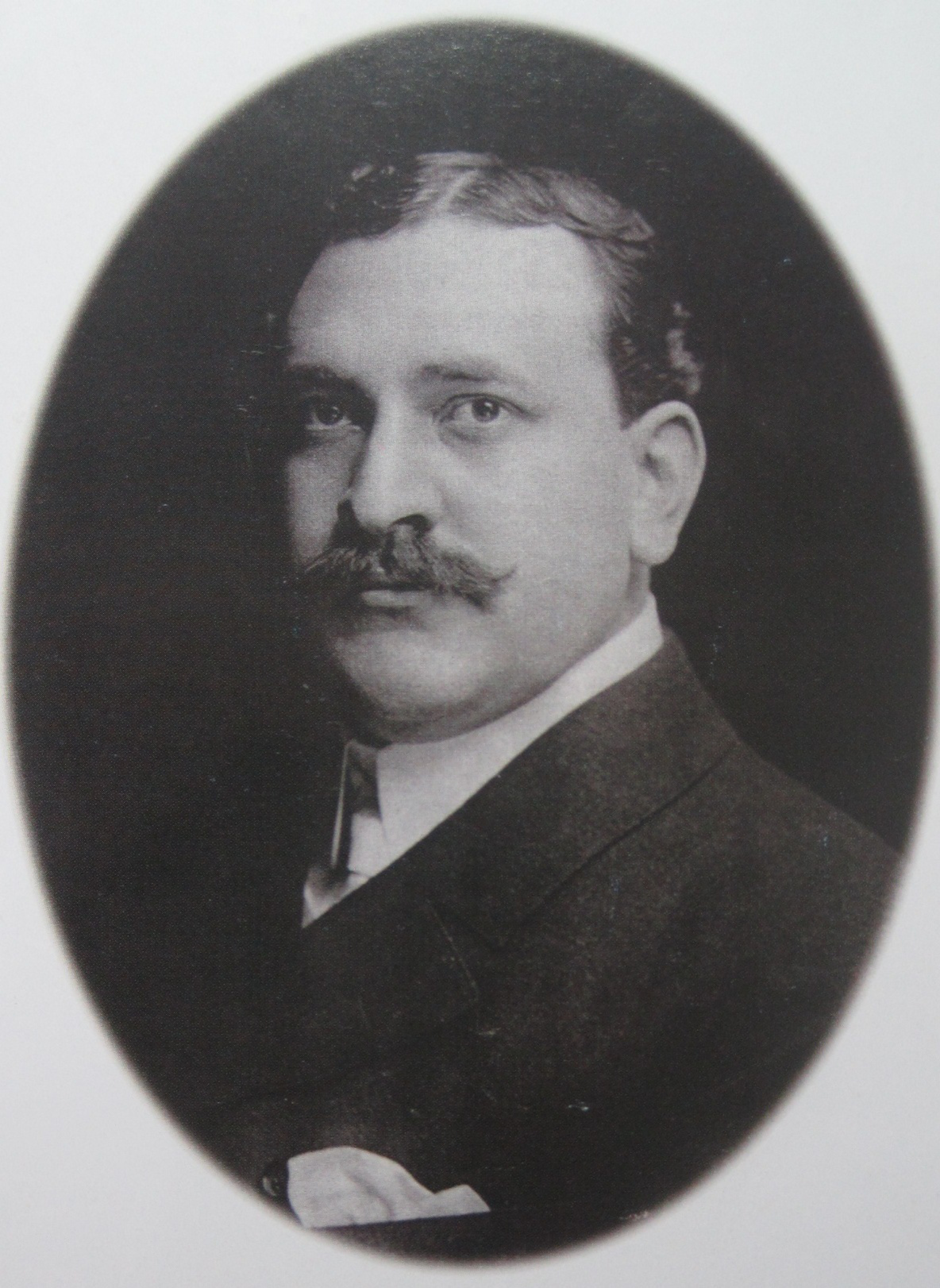
James Wheeler Davidson

James „Jim“ Wheeler Davidson (* 14. Juni 1872 in Austin, Vereinigte Staaten; † 18. Juli 1933 in Calgary, Kanada) war ein amerikanisch-kanadischer Journalist, Diplomat, Unternehmer und Entdecker, der vor allem für seine Darstellung der Geschichte Taiwans und seine Verdienste für Rotary International gewürdigt wird.

## Frühes Leben
Davidson wurde 1872 in Austin, Minnesota, geboren und besuchte bis 1891 erfolgreich die Northwestern Military and Naval Academy.
Von 1893 bis 1894 nahm er an der zweiten Grönlandexpedition von Robert Edwin Peary teil.

## Erster Aufenthalt in Asien
1894 reiste Davidson als Korrespondent für den New York Herald nach Taiwan, um von dort über den Ersten Japanisch-Chinesischer Krieg zu berichten. Nachdem die Insel im Zuge des Vertrags von Shimonoseki von der Qing-Dynastie an Japan abgetreten wurde, wurde er Zeuge der kurzlebigen und international nicht anerkannten Republik Formosa. Diese hatte sich als Widerstand der Oberschicht gegen Japan formiert, unterlag aber schlussendlich den japanischen Truppen. Davidson übernahm bei der Einnahme der Hauptstadt Taipeh eine aktive Rolle, da er die japanischen Kommandeure über den chaotischen Zustand innerhalb der Stadt informierte und dazu bewegte, schneller als geplant vorzurücken. Dafür wurde ihm durch den japanischen Tennō Meiji der Orden der Aufgehenden Sonne fünfter Klasse verliehen. Anschließend ließ er sich in Tamsui als Händler nieder und trat 1901 der Royal Geographical Society bei. 1897 wurde er von Präsident Grover Cleveland zum Konsularagenten für Taiwan ernannt. Zu diesem Zeitpunkt hatte er bereits Mandarin und Japanisch gelernt.

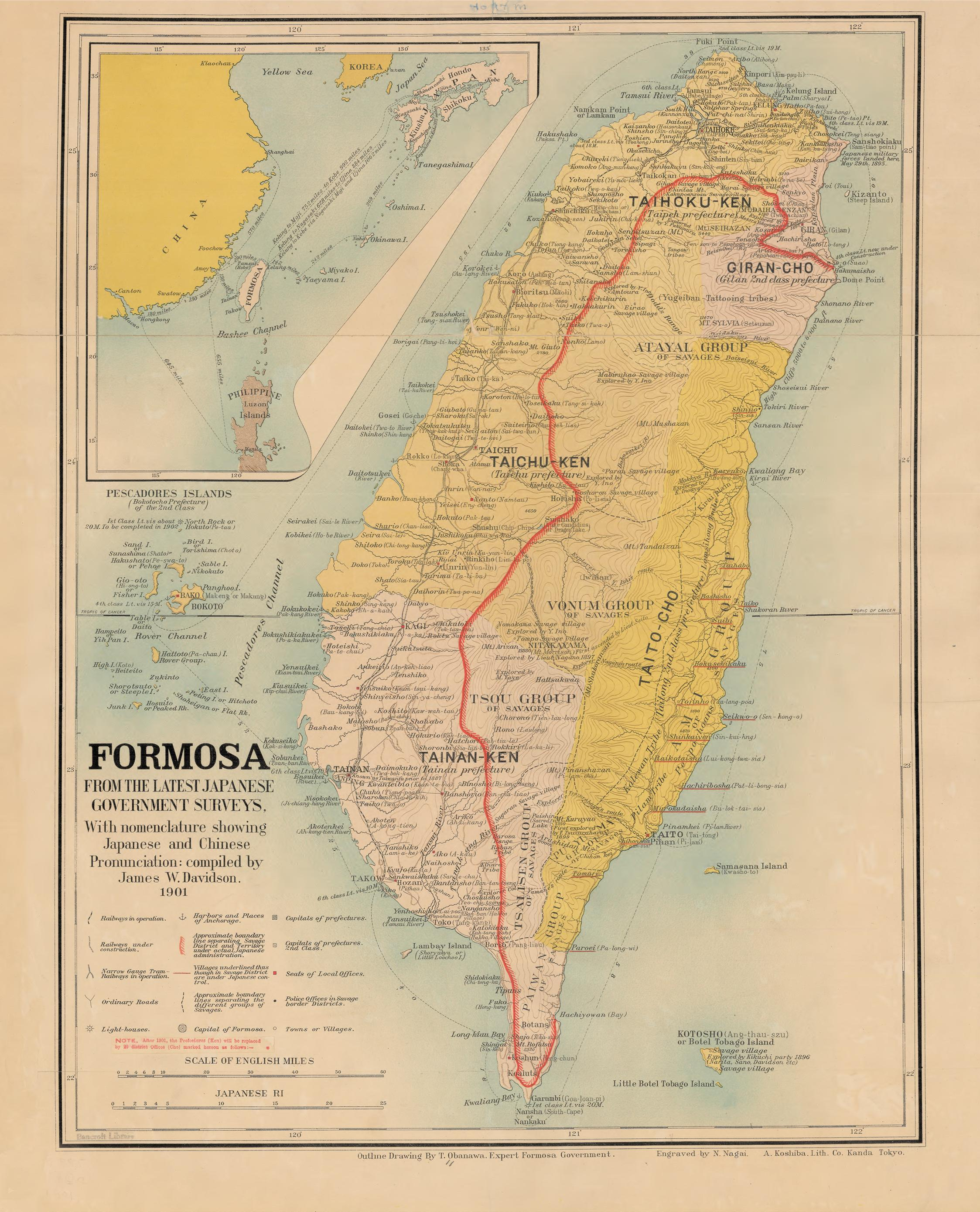
Allgemeine Karte von Formosa

Während seines achtjährigen Aufenthaltes verfasste er The island of Formosa, past and present: history, people, resources, and commercial prospects: tea, camphor, sugar, gold, coal, sulphur, economical plants, and other productions, dem eine allgemeine Karte der Insel beilag. Bei seinem Werk handelte es sich um das erste ausführliche englischsprachige Buch zur Geschichte der Insel, welches deshalb in der englischsprachigen Welt und in Europa breit rezipiert wurde. Auch heute handelt es sich um ein relevantes Werk, da es sich um eines der frühesten Werke handelt, das sich ausführlich mit der Geschichte der Insel befasst und dessen Autor bereits vor der japanischen Übernahme vor Ort war. Allerdings verwendet Davidson Stereotypen sowie abwertende Formulierungen der Zeit und seine Darstellungen müssen vor diesem Hintergrund gelesen werden. Beispielsweise äußert er sich im Kontext der drohenden Invasion durch japanische Truppen über die chinesische Bevölkerung mit „The Chinese have many good traits, no doubt, but when it comes to a matter of pity for suffering humanity, they are but little above the beasts.“ (Übersetzt: „Die Chinesen haben viele gute Eigenschaften, ohne Zweifel, aber wenn es um das Beweinen des Leidens der Menschheit geht, trennt sie nur wenig von den Tieren.“)
1903 führte er im Auftrag der russischen Kommunikationsabteilung eine Studie über die Geografie entlang des asiatischen Teiles der Transsibirischen Eisenbahn durch. Auszüge dieser Studie erschienen im Century Magazin.
1904 wurde er an das amerikanische Konsulat in Dalian, Mandschurei, damals von Russland gepachtet, berufen. Dort sollte er die von Außenminister John Hay geforderte Politik der offenen Tür vorantreiben, die von offizieller Seite in Russland abgelehnt wurde. Wenig später erfolgte jedoch seine Ernennung zum Konsul in Andong und zum Wirtschaftsattaché der amerikanischen Delegation in Beijing. 1905 wurde er von Präsident Theodore Roosevelt zum Generalkonsul in Shanghai ernannt. Dieses Amt gab er jedoch noch im selben Jahr aufgrund eines Typhusinfektion auf und reiste zurück in die Vereinigten Staaten.

## Davidson als Geschäftsmann
Bei seiner Rückreise 1905 lernte er Lillian Dow kennen, die er innerhalb eines Jahres heiratete, und ließ sich mit ihr zunächst in Winnipeg, kurz darauf jedoch in Calgary nieder. Dort investierte er zwischen 1908 und 1917 in die Holzindustrie und weitete die Crown Lumber Company auf 52 Zweigstellen mit 200 Angestellten aus. Außerdem investierte er in das Turner Valley Ölfeld. Des Weiteren half er bei der Etablierung der Symphonie von Calgary und trieb den Ausbau der Canadian Pacific Railway im Gebiet um die Stadt herum voran. 1915 war er außerdem Präsident von acht verschiedenen Banken in North Dakota.

## Rotary Club
In Calgary trat Davidson 1914 zusammen mit seiner Frau dem örtlichen Rotary Club bei. Der Club ernannte ihn zum Generalbeauftragten ehrenhalber, der sich mit der Ausweitung von Rotary International in den mediterranen und asiatischen Raum befassen sollte. 1928 legte er erste Reisepläne vor und brach im August desselben Jahres zusammen mit seiner Frau und der gemeinsamen Tochter Marjory auf. In Vorbereitung auf seine Reise ließ er sich von anderen Mitgliedern des Clubs Briefe ausstellen, um sich vor Ort höheren Beamten vorstellen zu können. In diesen Briefen wurde er beinahe ausschließlich als „Geschäftsmann aus Calgary“ und als Kanadier bezeichnet, während seine Zeit als amerikanischer Diplomat verschwiegen wurde. Als er 1931 wieder kanadischen Boden betrat, hatte er 23 Clubs in zwölf verschiedenen Ländern, darunter Myanmar, Indien und Griechenland, eröffnet. Dazu hatte er über 2200 persönliche Interviews und Gespräche mit Menschen vor Ort geführt. Rotary Mitbegründer Paul Percy Harris bezeichnete ihn nach seiner Reise als „Marco Polo von Rotary“. Für diese Reise soll Davidson etwa eine viertel Millionen Dollar seines Privatvermögens ausgegeben haben. Sowohl er als auch seine Frau veröffentlichten während der Reise Berichte ihrer Erlebnisse in mehreren Zeitschriften.
Davidson sah sich dabei nicht als gegen den Kolonialismus arbeitend, sondern ging seinen Auftrag mehr mit einem pragmatischen, geschäftsmännischen Ansatz an, der sowohl mit Kolonialbeamten als auch mit unter Kolonialherrschaft lebenden arbeitete. Für ihn standen vor allem wirtschaftliche Beziehungen im Mittelpunkt und diese könnten seiner Meinung nach nur dann wachsen, wenn Menschen aller Orte zusammenarbeiten würden – und nicht ausschließlich Menschen aus den Kolonialmächten. Gleichzeitig könnten durch den Kontakt über Rotary Reformen und Modernisierungen vor Ort beschleunigt werden, beispielsweise in der Türkei, die sich nach dem Ersten Weltkrieg neu zu formieren versuchte und in der Davidson einen Klub zu gründete. Ab seiner Zeit in Ägypten begann er zunächst lokale Eliten wie beispielsweise britische Geschäftsleute und Kolonialbeamte anzuwerben und anschließend diesen Kern des neu gegründeten Klubs um Mitglieder aus anderen Ländern und lokalen Geschäftsleuten zu ergänzen.

## Lebensende
1931 würdigte Sydney Pascall, wenig später Präsident von Rotary International, Davidsons Arbeit mit den Worten:

“I believe that you have set up another milestone, possibly the greatest of all; you have established Rotary where races meet; you have established Rotary as a common meeting ground for those races; you have made Rotary international, inter-racial.”

„Ich glaube, dass Sie einen weiteren Meilenstein, möglicherweise den größten von allen, erreicht haben: Sie haben Rotary an Orten etabliert, an denen Ethnien aufeinandertreffen und Rotary als Ort geschaffen, an denen diese zusammenkommen können. Sie haben Rotary international und ethnienübergreifend gemacht.“

Weniger als zwei Jahre nach seiner Rückkehr verstarb Davidson 1933 in seiner Wahlheimat Calgary. Der von dort aus sichtbare
Mount Davidson wurde 1935 nach ihm benannt.
Einige Glasplatten mit Fotografien von seinen Reisen wurden 1990 von seiner Tochter an das Museum für Anthropologie der University of British Columbia gespendet. Auf diese Sammlungsstücke aufbauend entstand 2018 die von der Universität publizierte Monografie From Province to Republic to Colony: The James Wheeler Davidson Collection on the Origins and Early Development of Japanese Rule in Taiwan, 1895–1905.

## Bibliografie
- James Wheeler Davidson: The island of Formosa, past and present: history, people, resources, and commercial prospects: tea, camphor, sugar, gold, coal, sulphur, economical plants, and other productions. London/New York 1903.
- James Wheeler Davidson: Formosa under Japanese rule. 1903.